# NGC 1510
NGC 1510 je galaksija u zviježđu Satu.

## Vanjske poveznice
- SEDS: NGC 1510